# 北海道道707号鬼鹿港線
北海道道707号鬼鹿港線（ほっかいどうどう707ごう おにしかこうせん）は、北海道留萌郡小平町内を結ぶ一般道道（北海道道）である。

## 概要

### 路線データ
- 起点：北海道留萌郡小平町字鬼鹿港町（鬼鹿漁港）
- 終点：北海道留萌郡小平町字鬼鹿港町（国道232号・北海道道643号鬼鹿停車場線交点）
- 総延長：0.110 km
- 実延長：0.101 km
- 重用延長：0.009 km

### 道路管理者
- 留萌振興局 留萌建設管理部 事業課

## 歴史
- 1971年（昭和46年）3月31日 - 路線認定[1]。

## 地理

### 通過する自治体
- 留萌振興局
  - 留萌郡小平町

### 交差する道路
小平町
- 国道232号 - 字鬼鹿港町（終点）
- 北海道道643号鬼鹿停車場線 - 字鬼鹿港町（終点）